# Gesonia festina
Gesonia festina là một loài bướm đêm trong họ Noctuidae.